# زونکو بولجن
زونکو بولجن (انگلیسی: Zvonko Buljan؛ زادهٔ ۶ فوریهٔ ۱۹۸۷) بازیکن بسکتبال اهل کرواسی است.
از باشگاه‌هایی که در آن بازی کرده‌است می‌توان به باشگاه بسکتبال اسپلیت اشاره کرد.